# Домреми ла Писел
Домреми ла Писел (фр. Domrémy-la-Pucelle) насеље је и општина у североисточној Француској у региону Лорена, у департману Вогези која припада префектури Нефшато.
По подацима из 2011. године у општини је живело 142 становника, а густина насељености је износила 15,8 становника/km². Општина се простире на површини од 8,99 km². Налази се на средњој надморској висини од 270 метара (максималној 407 m, а минималној 268 m).
Домреми-ла-Пусеј је место рођења Јованке Орлеанке. У селу се налази очувана кућа у којој је рођена (претворена у музеј), као и црква где је крштена. Због тога, село посети на хиљаде туриста годишње.
Првобитни назив села је био Домреми, да би касније био преименован у Домреми-ла-Пусеј по надимку Јованке Орлеанке, Дева од Орлеанса (La Pucelle d'Orléans).
Француски краљ Карло VII Победник је 1429. године ослободио становнике села плаћања пореза, на инсистирање саме Јованке Орлеанке. Након француске револуције, порез је поново постао законска обевеза становника Домремиа.

## Демографија
| 1962. | 1968. | 1975. | 1982. | 1990. | 1999. | 2011. |
| ----- | ----- | ----- | ----- | ----- | ----- | ----- |
| 210   | 225   | 222   | 199   | 182   | 167   | 142   |